# Luodong, Fujian
Luodong (kinesiska: 罗东) ) är en köping i sydöstra Kina. Den ligger i Nan'an i staden Quanzhou i provinsen Fujian, omkring 130 kilometer sydväst om provinshuvudstaden Fuzhou. Antalet invånare är 43 168. Befolkningen består av 22 218 kvinnor och 20 950 män. Barn under 15 år utgör 16,0 %, vuxna 15-64 år 74 %, och äldre över 65 år 9,0 %.